# Plestiodon
Plestiodon ist eine Gattung von Echsen aus der Familie der Skinke. Die Gattung enthält viele Arten, die früher unter der Gattung Eumeces klassifiziert waren, mit Ausnahme derjenigen, die jetzt in die Gattung Mesoscincus eingeordnet sind.

## Verbreitungsgebiet und Gefährdungsstatus
Arten der Gattung Plestiodon sind von Ostasien bis Nordamerika von Südkanada bis nach Mexiko verteilt, einschließlich Inseln wie Bermuda. Die IUCN stuft eine Mehrheit von 53 % der Arten aus der Gattung Plestiodon in die Gefährdungskategorie „nicht gefährdet“ (Least Concern) ein. Zu etwa 29 % der Arten gibt es keine oder nur eine unzureichende Datengrundlage für eine Gefährdungseinstufung. Eine Art, P. longirostris, wird als vom Aussterben bedroht (Critically endangered) eingestuft und fünf Arten als gefährdet (Vulnerable). Diese sind P. barbouri, P. dugesii, P. kishinouyei, P. kuchinoshimensis und P. reynoldsi. Als potentiell gefährdet (Near Threatened) gelten die drei Arten P. marginatus, P. stimpsonii und P. tunganus.

## Merkmale und Lebensweise
Die Echsen sind agile Tiere mit einem i. d. R. schmalen Körper, der mit glatten, glänzenden Schuppen bedeckt ist. Es gibt jedoch auch Arten mit einem etwas dickeren Körper wie bei Plestiodon gilberti.
Sie haben zahlreiche Fressfeinde, darunter viele Vogel- und Schlangenarten.
Die auffällige Schwanzfärbung von Plestiodon-Arten, besonders bei Jungtieren, ist eine Überlebensstrategie: Sie lenkt die Aufmerksamkeit eines Raubtiers auf den Schwanz des Tieres, der beim Greifen abreißt (Dies ist ein Beispiel für die sogenannte Autotomie). Ein Skink schafft es daher oft, zu entkommen und sich unter Felsen, Baumstämmen oder Laub zu verstecken, während das Raubtier immer noch mit dem abgetrennten Schwanz beschäftigt ist. Nachdem sich der Schwanz regeneriert hat, hat er normalerweise die gleiche Farbe wie der Rest des Körpers und ist in der Regel kürzer als der ursprüngliche Schwanz. Bei einigen Arten sind nachgewachsene Schwänze rosa. Ein nachgewachsener Schwanz hat eine Knorpelstange zur Unterstützung anstelle von Wirbeln. Beim Nachwachsen des Schwanzes kann es zu Fehlbildungen wie einem gegabelten Schwanz kommen. Dies wird auch bei anderen Echsenarten beobachtet.
Die Skinke sind in einer Vielzahl von Lebensräumen verbreitet, so findet man sie u. a. in Laubwäldern, auf Hochebenen und subtropischen Inseln.
Arten der Gattung Plestiodon sind alle ovipar. Das Weibchen legt im Frühjahr Eier, wobei die Größe des Geleges variiert. Die Jungtiere schlüpfen im Spätsommer.

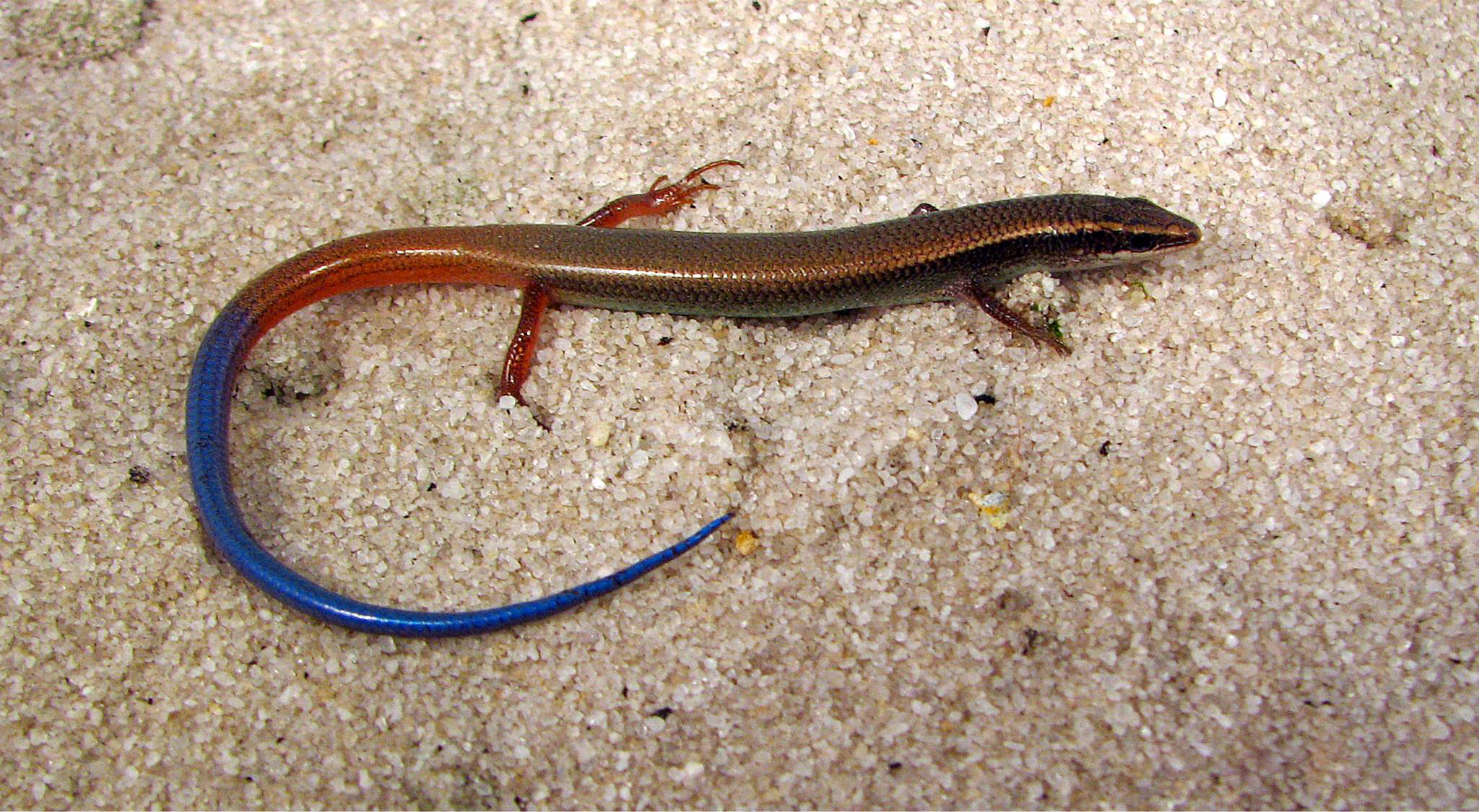
Plestiodon egregius Jungtier mit noch blauem Schwanz
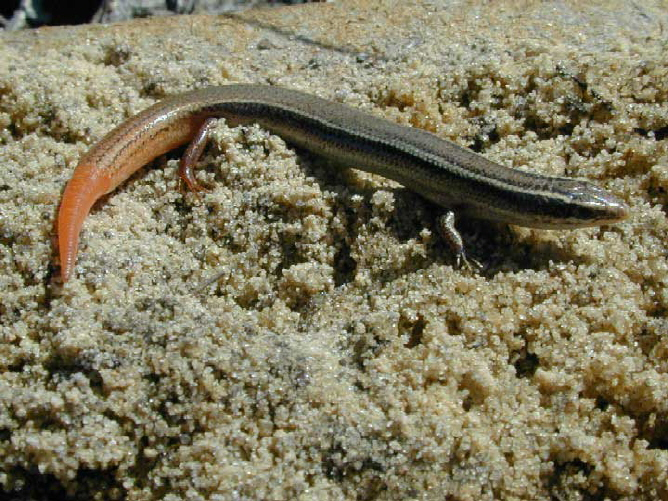
Plestiodon egregius mit rosa nachwachsendem Schwanz

## Systematik
Kürzlich wurden zwei taxonomische Überarbeitungen in Bezug auf die Gattung Eumeces des 19. Jahrhunderts vorgenommen. Sie führten beide zu ähnlichen Ergebnissen: Die Gattung ist paraphyletisch und muss in mehrere verschiedene Gattungen „aufgeteilt“ werden. Einige Arten wurden so der Gattung Plestiodon zugeteilt.
Es werden 51 Arten unterschieden.
- Plestiodon anthracinus Baird, 1849

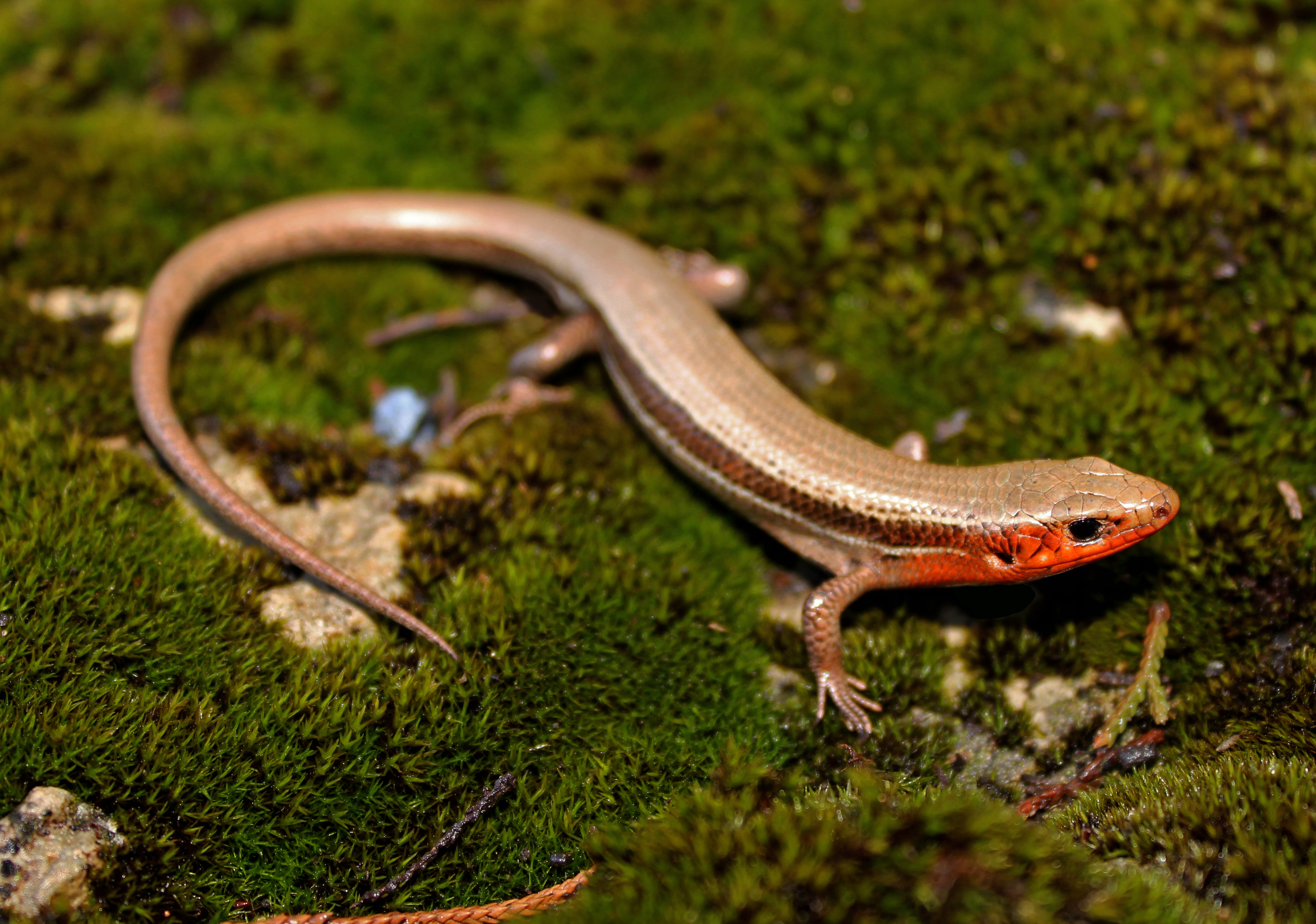
Plestiodon anthracinus

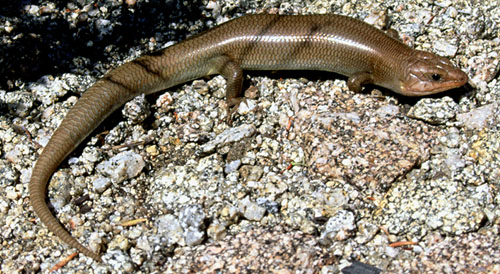
Plestiodon gilberti

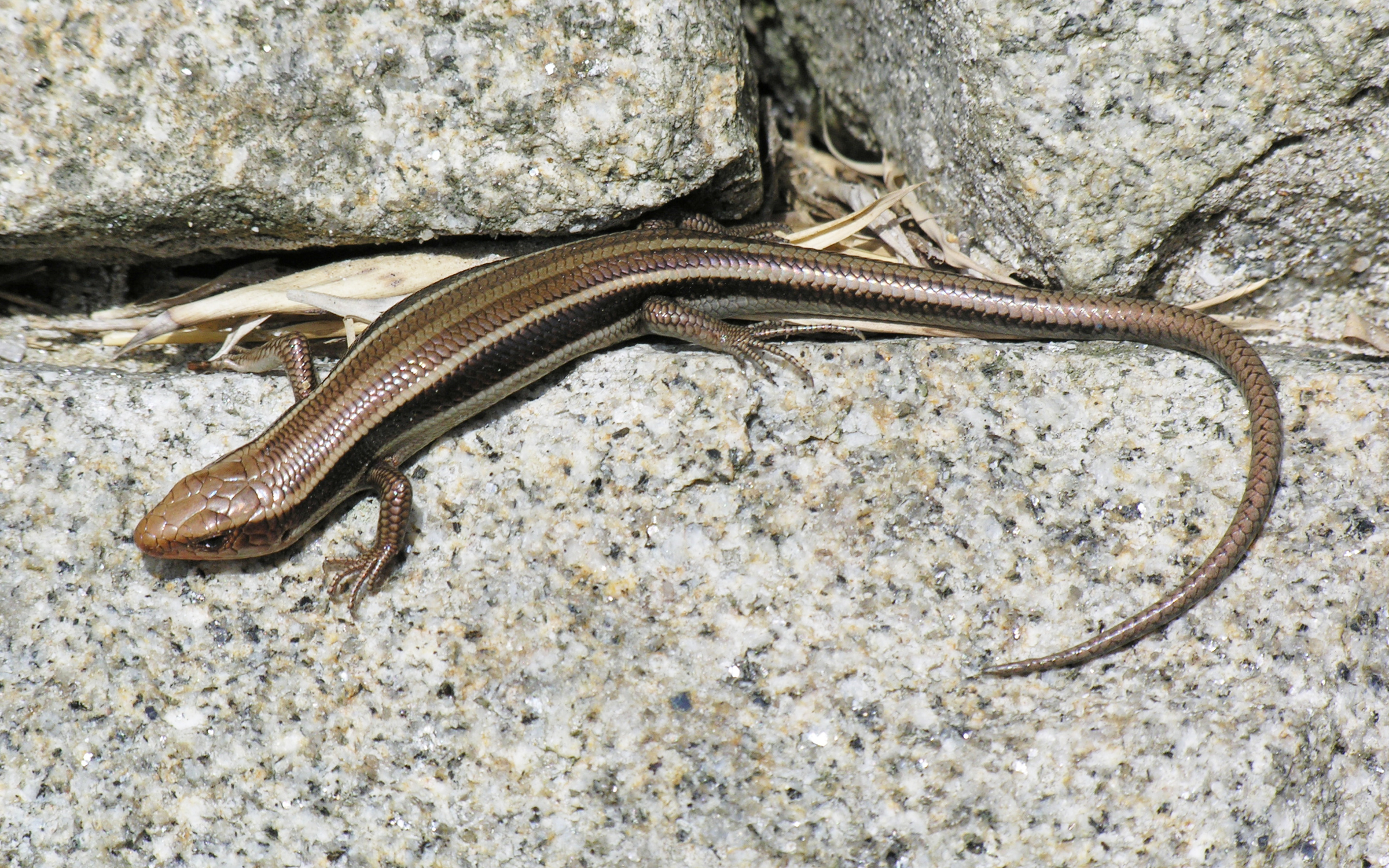
Plestiodon japonicus

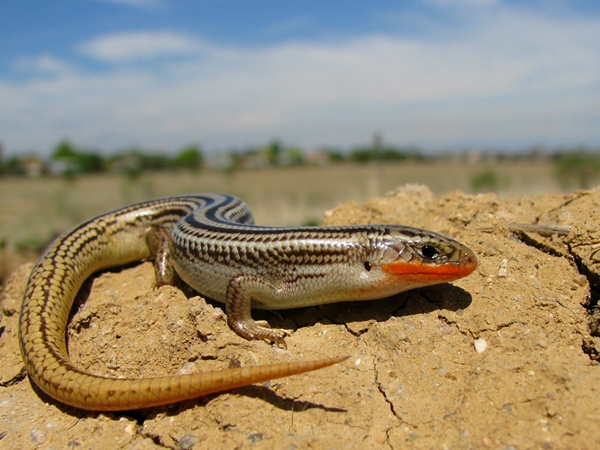
Plestiodon multivirgatus – in Nordamerika verbreitet

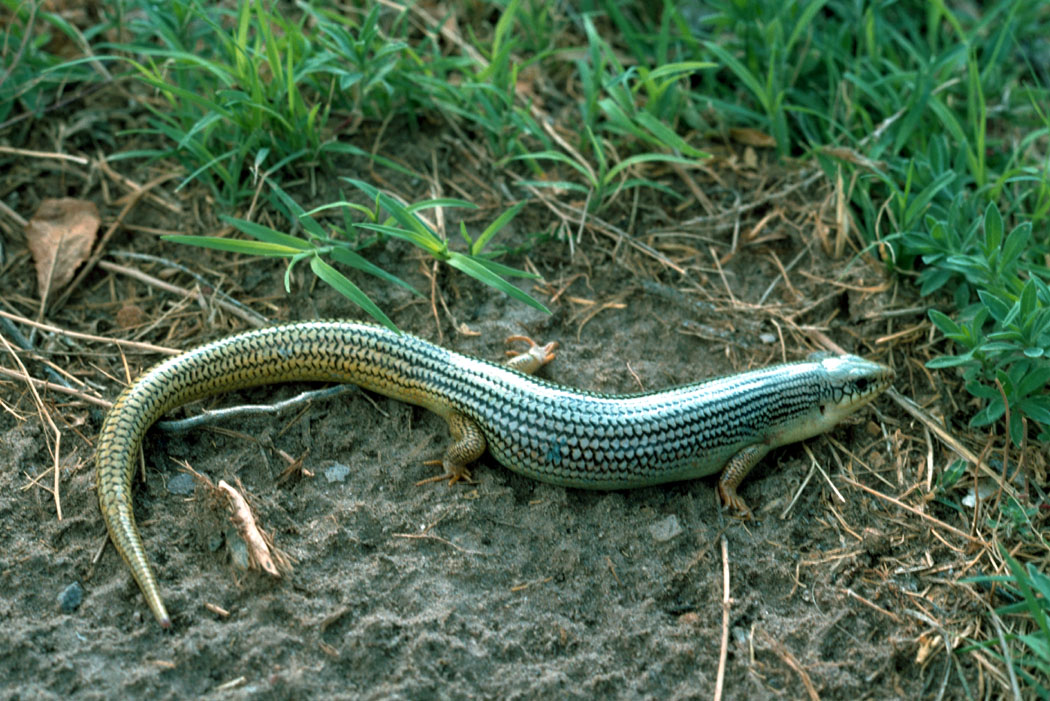
Spitzkopfskink (Plestiodon obsoletus) – eine der größten Skinkarten Nordamerikas

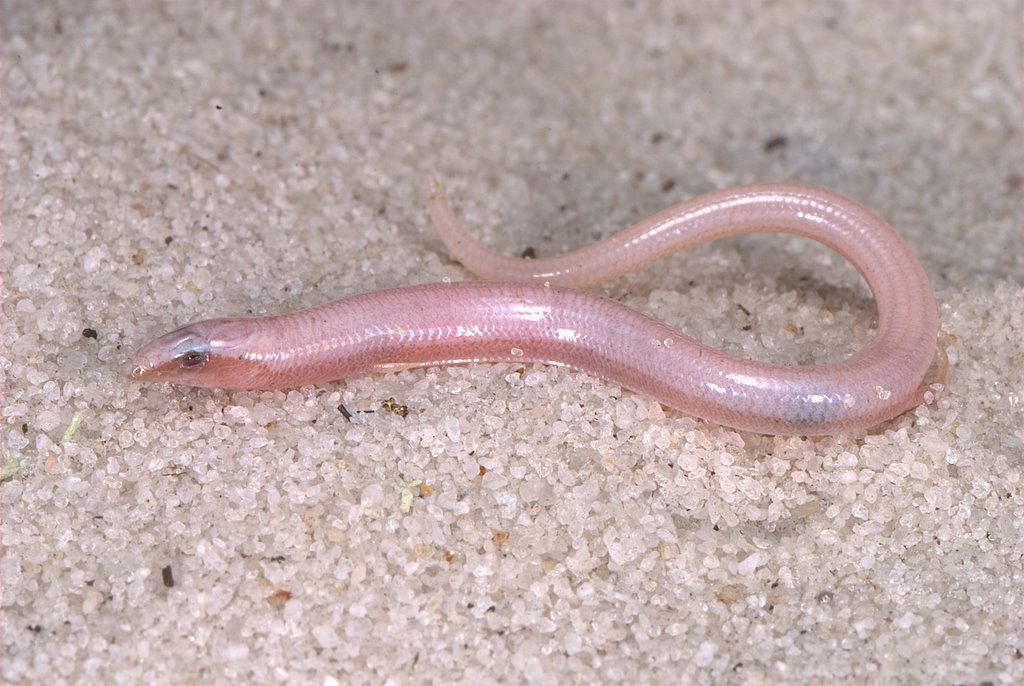
Plestiodon reynoldsi – in Florida endemisch

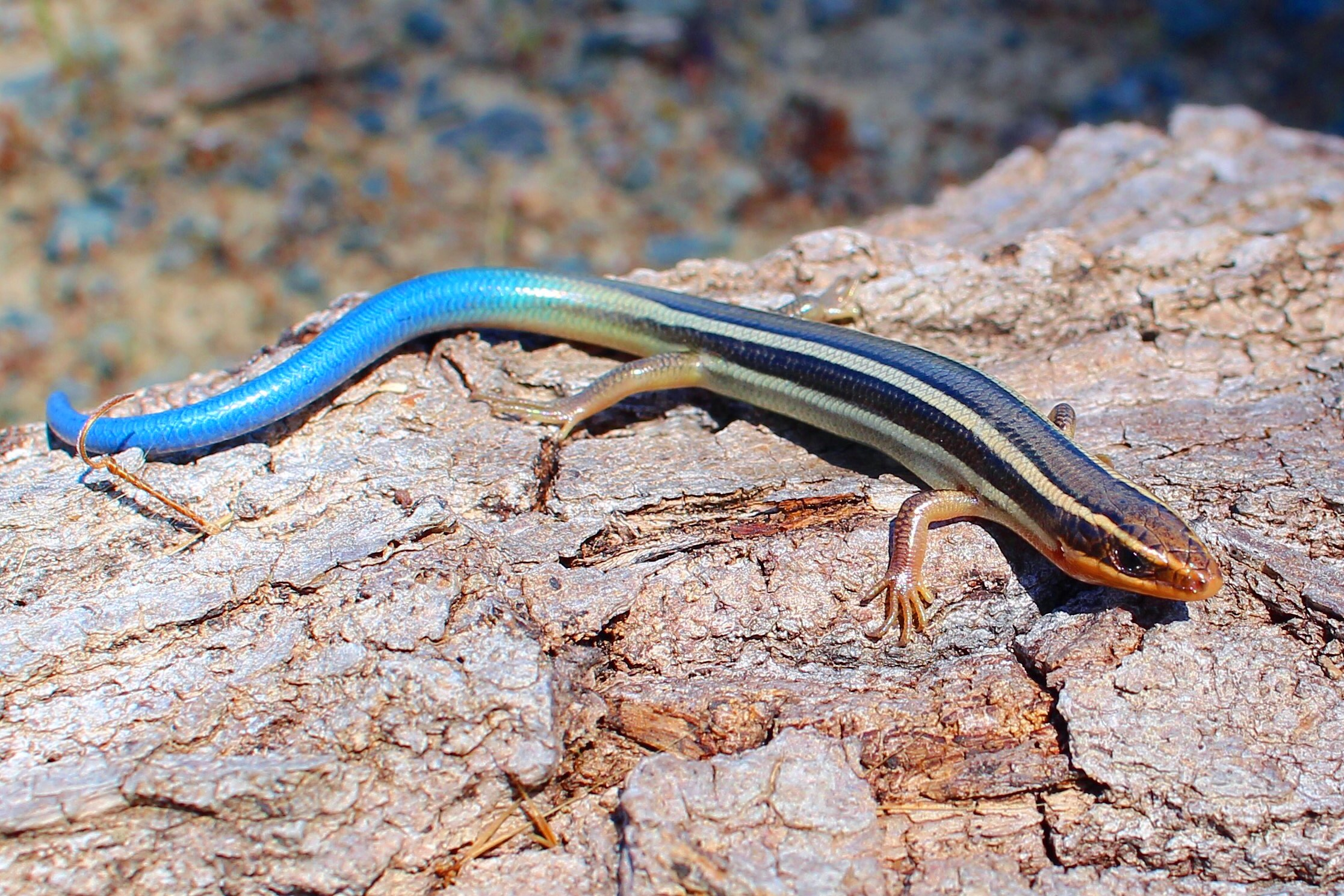
Plestiodon skiltonianus – Jungtier

- Plestiodon barbouri (Van Denburgh, 1912) – Japan: Amami- und Okinawa-Inseln
- Plestiodon bilineatus (W. Tanner, 1958)
- Plestiodon brevirostris (Günther, 1860) – Mexiko
- Plestiodon callicephalus (Bocourt, 1879)
- Plestiodon capito (Bocourt, 1879)
- Plestiodon chinensis (Gray, 1838) – Ostasien: China, Korea, Japan
- Plestiodon colimensis (Taylor, 1935) – Mexiko
- Plestiodon copei (Taylor, 1933) – Mexiko
- Plestiodon coreensis (Doi & Kamita, 1937) – Korea
- Plestiodon dicei (Ruthven & Gaige, 1933)
- Plestiodon dugesii (Thominot, 1883) – Mexiko
- Plestiodon egregius Baird, 1858
- Plestiodon elegans (Boulenger, 1887) – Ostasien
- Plestiodon fasciatus (Linnaeus, 1758)
- Plestiodon finitimus Okamoto & Hikida, 2012 – Japan: Honshū und Hokkaidō
- Plestiodon gilberti (Van Denburgh, 1896) – Nordamerika
- Plestiodon indubitus (Taylor, 1933)
- Plestiodon inexpectatus (Taylor, 1932) – Südostasien
- Plestiodon japonicus (W. Peters, 1864) – Japan
- Plestiodon kishinouyei (Stejneger, 1901) – Japan: Miyako- und Yaeyama-Inseln
- Plestiodon kuchinoshimensis Kurita & Hikida, 2014 – Japan: Kuchinoshima
- Plestiodon lagunensis (Van Denburgh, 1895)
- Plestiodon laticeps (Schneider, 1801)
- Plestiodon latiscutatus Hallowell, 1861 – Japan
- Plestiodon leucostictus (Hikida, 1988)
- Plestiodon liui (Hikida & Zhao, 1989) – Asien
- Plestiodon longiartus García-Vázquez, Pavón-Vázquez, Feria-Ortiz & Nieto-Montes De Oca, 2021 – Mexiko
- Plestiodon longirostris Cope, 1861 – Bermuda
- Plestiodon lotus Pavón-Vázquez et al., 2017
- Plestiodon lynxe (Wiegmann, 1834) – Mexiko
- Plestiodon marginatus Hallowell, 1861 – Japan: Okinawa-, Amami- und Tokara-Inseln
- Plestiodon multilineatus (W. Tanner, 1957)
- Plestiodon multivirgatus Hallowell, 1857
- Plestiodon nietoi Feria-Ortiz & García-Vázquez, 2012
- Spitzkopfskink (Plestiodon obsoletus Baird & Girard, 1852)
- Plestiodon ochoterenae (Taylor, 1933)
- Plestiodon oshimensis (Thompson, 1912) – Japan: Amami- und Tokara-Inseln
- Plestiodon parviauriculatus (Taylor, 1933) – Mexiko
- Plestiodon parvulus (Taylor, 1933) – Mexiko
- Plestiodon popei (Hikida, 1989) – Asien
- Plestiodon quadrilineatus Blyth, 1853
- Plestiodon reynoldsi (Stejneger, 1910) – Florida
- Plestiodon septentrionalis Baird, 1858
- Plestiodon skiltonianus Baird & Girard, 1852
- Plestiodon stimpsonii (Thompson, 1912) – Japan: Yaeyama-Inseln
- Plestiodon sumichrasti (Cope, 1867) – Mexiko
- Plestiodon takarai Kurita, Ota & Hikida, 2017 – Japan: Senkaku-Inseln
- Plestiodon tamdaoensis (Bourret, 1937)
- Plestiodon tetragrammus Baird, 1859
- Plestiodon tunganus (Stejneger, 1924)

### Weiterführende Literatur
- Junko Motokawa, Tsutomu Hikida: Genetic variation and differentiation in the Japanese five-lined skink, Eumeces latiscutatus (Reptile: Squamata). In: Zoological Science. Band 20, Nr. 1, 2003, S. 97–106.
- Taku Okamoto, Junko Motokawa, Mamoru Toda, Tsutomu Hikida: Parapatric distribution of the lizards, Plestiodon (formerly Eumeces) latiscutatus and P. japonicus (Reptilia: Scincidae) around the Izu Peninsula, central Japan, and its biogeographic implications. In: Zoological Science. Band 23, Nr. 5, 2006, S. 419-425 (PDF).